# Actias vandenberghi
Actias vandenberghi är en fjärilsart som beskrevs av Walter Karl Johann Roepke 1956. Actias vandenberghi ingår i släktet månspinnare, och familjen påfågelspinnare. Inga underarter finns listade i Catalogue of Life.